# Segundo Navarrete
Segundo Mesías Navarrete Navarrete (21 de mayo de 1985) es un ciclista de ruta ecuatoriano. 

## Palmarés
| 2006 - 2 etapas de la Vuelta al Ecuador 2007 - Campeonato de Ecuador Contrarreloj - 1 etapa de la Vuelta al Ecuador 2009 - Campeonato de Ecuador Contrarreloj 2010 - Campeonato de Ecuador Contrarreloj - 1 etapa de la Vuelta a Bolivia 2011 - 2.º en el Campeonato de Ecuador Contrarreloj - 1 etapa de la Vuelta a Bolivia - 3.º en el Campeonato Panamericano en Ruta 2012 - 1 etapa de la Vuelta Independencia Nacional - 1 etapa de la Vuelta al Ecuador | 2013 - 1 etapa de la Vuelta a Guatemala - 2.º en los Juegos Bolivarianos Contrarreloj 2014 - 3.º en el Campeonato de Ecuador Contrarreloj - 2.º en el Campeonato de Ecuador en Ruta 2015 - 2.º en el Campeonato de Ecuador Contrarreloj 2019 - 3.º en el Campeonato Panamericano en Ruta - 2.º en el Campeonato de Ecuador Contrarreloj 2021 - 2.º en el Campeonato de Ecuador Contrarreloj - 3.º en el Campeonato de Ecuador en Ruta |

## Equipos
- RPM Ecuador (amateur, 2013)
- Movistar Team Ecuador (2014-2015)